# Mildenhall
Mildenhall är en stad  civil parish Mildenhall High, i distriktet West Suffolk, i Storbritannien. Den ligger i grevskapet Suffolk och riksdelen England, i den sydöstra delen av landet, 100 km norr om huvudstaden London. Staden hade 9 676 invånare år 2021. Civil parish hade 9 906 invånare år 2001.
Kustklimat råder i trakten. Årsmedeltemperaturen i trakten är 9 °C. Den varmaste månaden är juni, då medeltemperaturen är 18 °C, och den kallaste är december, med 0 °C.